# Lycophidion pembanum
Lycophidion pembanum (пембанська вовча змія) — вид змій родини Lamprophiidae. Ендемік Танзанії.

## Поширення і екологія
Пембанські вовчі змії є ендеміками острова Пемба в архіпелазі Занзібар. Вони живуть в тропічних лісах та на тінистих плантаціях, на висоті до 100 м над рівнем моря. Відкладають яйця.